# José (película de 1995)
Joseph es una película estadounidense/italiana/alemana de 1995, dirigida por Roger Young y protagonizada por Paul Mercurio como José y Ben Kingsley como Potifar.

## Argumento
Esta película narra la vida de José del Antiguo Testamento. La escena inicial muestra el mercado de esclavos de Avaris, donde José es vendido a Potifar.
A

## Reparto
- Ben Kingsley como Potifar.
- Paul Mercurio como José.
- Martin Landau como Jacob.
- Lesley Ann Warren como Esposa de Potifar.
- Valeria Cavalli como Asenath.
- Stefano Dionisi como Faraón.
- Monica Bellucci como Esposa del Faraón.
- Michael Angelis como Rubén.
- Jamie Glover como Benjamín.
- Warren Clarke como Ednan.

- Datos: Q455784